# Aitai Lonely Christmas
"Aitai Lonely Christmas" (会いたいロンリークリスマス Aitai Ronrī Kurisumasu)là đĩa đơn thứ 14th nhóm nhạc thần tượng Nhật Bản Cute, được phát hành vào 1 tháng 12 năm 2010 on the Zetima label.

## Danh sách bài hát

### Đĩa đơn CD
Tất cả các ca khúc được viết bởi Tsunku.
| CD  | CD                                                                                  | CD         |
| STT | Nhan đề                                                                             | Thời lượng |
| --- | ----------------------------------------------------------------------------------- | ---------- |
| 1.  | "Aitai Lonely Christmas" (会いたいロンリークリスマス)                               |            |
| 2.  | "Seishun! Mugen Power" (青春！無限パワー)                                           |            |
| 3.  | "Aitai Lonely Christmas (Instrumental)" (会いたいロンリークリスマス (Instrumental)) |            |

| Limited Edition A DVD | Limited Edition A DVD                                                                               | Limited Edition A DVD |
| STT                   | Nhan đề                                                                                             | Thời lượng            |
| --------------------- | --------------------------------------------------------------------------------------------------- | --------------------- |
| 1.                    | "Aitai Lonely Christmas (Christmas House Ver.)" (会いたいロンリークリスマス (Christmas House Ver.)) |                       |

| Limited Edition B DVD | Limited Edition B DVD                                                                               | Limited Edition B DVD |
| STT                   | Nhan đề                                                                                             | Thời lượng            |
| --------------------- | --------------------------------------------------------------------------------------------------- | --------------------- |
| 1.                    | "Aitai Lonely Christmas (Christmas Night Ver.)" (会いたいロンリークリスマス (Christmas Night Ver.)) |                       |

### Event V
| DVD | DVD                                                                                                  | DVD        |
| STT | Nhan đề                                                                                              | Thời lượng |
| --- | --- | ---------- |
| 1.  | "Aitai Lonely Christmas (Yajima Maimi Solo Ver.)" (会いたいロンリークリスマス (矢島舞美 Solo Ver.))  |            |
| 2.  | "Aitai Lonely Christmas (Nakajima Saki Solo Ver.)" (会いたいロンリークリスマス (中島早貴 Solo Ver.)) |            |
| 3.  | "Aitai Lonely Christmas (Suzuki Airi Solo Ver.)" (会いたいロンリークリスマス (鈴木愛理 Solo Ver.))   |            |
| 4.  | "Aitai Lonely Christmas (Okai Chisato Solo Ver.)" (会いたいロンリークリスマス (岡井千聖 Solo Ver.))  |            |
| 5.  | "Aitai Lonely Christmas (Hagiwara Mai Solo Ver.)" (会いたいロンリークリスマス (萩原舞 Solo Ver.))    |            |

## Xếp hạng
| Bảng xếp hạng (2010)                       | Vị trí |
| ------------------------------------------ | ------ |
| Oricon Daily Singles Chart                 | 4      |
| Oricon Weekly Singles Chart                | 6      |
| Oricon Monthly Singles Chart               | 19     |
| Billboard Japan Hot 100                    | 20     |
| Billboard Japan Hot Singles Sales          | 7      |
| Billboard Japan Adult Contemporary Airplay | 71     |